# Østervrå
Østervrå est une ville du Jutland du Nord au Danemark.
La ville comptait 1 302 habitants en 2020.